# 국도 제105호선 (인도)

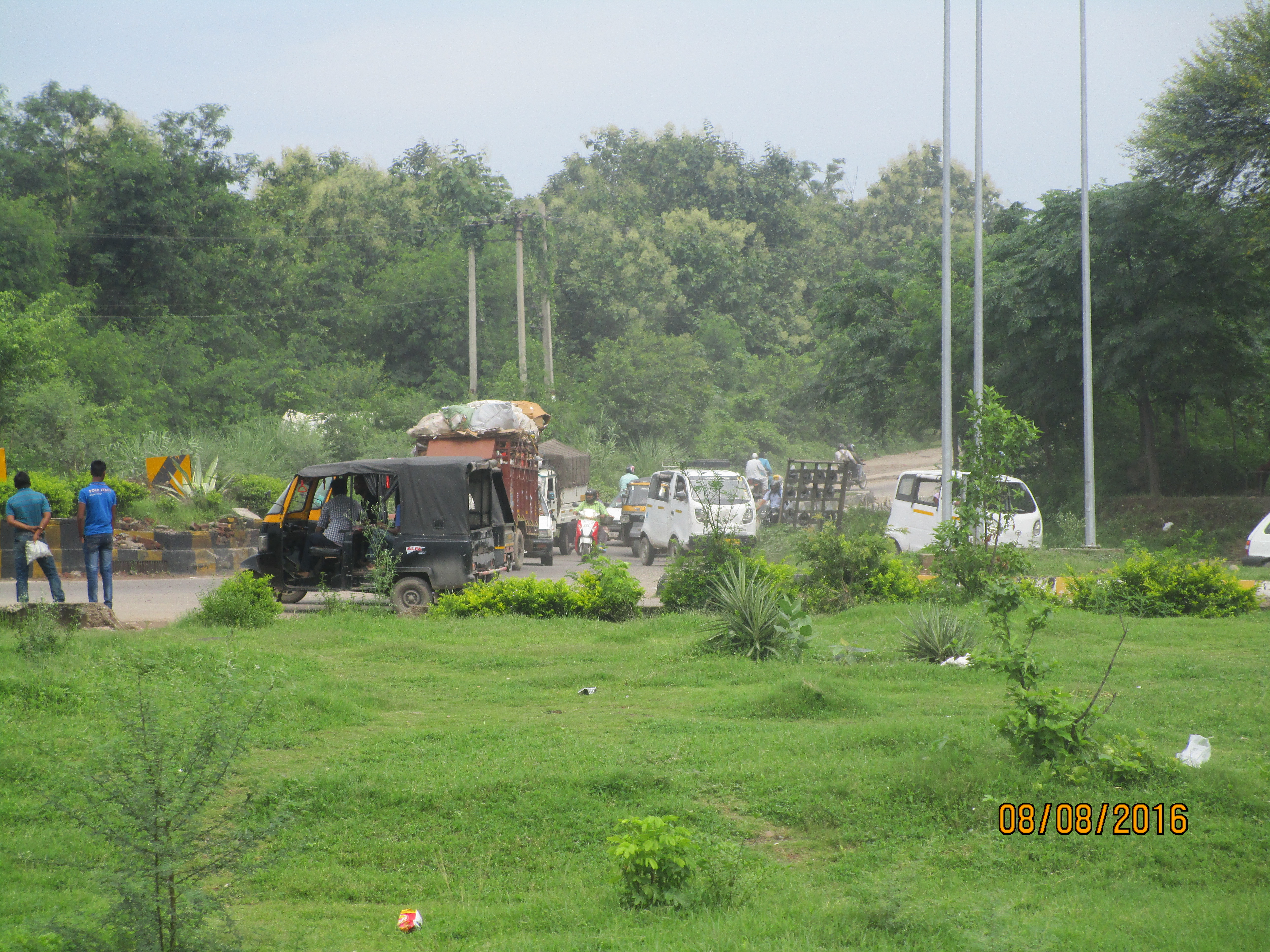
핀조르 인근 지역을 지나가고 있는 NH 105

국도 제105호선(NH 105, National Highway 105)은 인도 하리아나주의 핀조르와 히마찰프라데시주의 스와르가트를 사이에 이어주는 인도의 일반 국도로, 총 연장은 67 km이다. 경유하고 있는 주는 하리아나주와 히마찰프라데시주 등이 있다.